# Kharmerungulatum
Kharmerungulatum — вимерлий рід травоїдних ссавців із пізньої крейди (маастрихт) міжтраппейських шарів Мадх’я-Прадеш, Індія. Видовий епітет вшановує Лі Ван Вален. Він був описаний як один із найперших відомих кондилартів